# 諾里斯 (伊利諾伊州)
諾里斯（英語：Norris）是位於美國伊利諾伊州富爾頓縣的一個村落。

## 地理
諾里斯的座標為40°37′32″N 90°01′53″W / 40.62556°N 90.03139°W，而該地最高點為海拔高度222米（即728英尺）。

## 人口
根據2010年美國人口普查的數據，諾里斯的面積為0.73平方千米，當中陸地面積為0.73平方千米，而水域面積為0.00平方千米。當地共有人口213人，而人口密度為每平方千米291人。